# Сражение у острова Кос

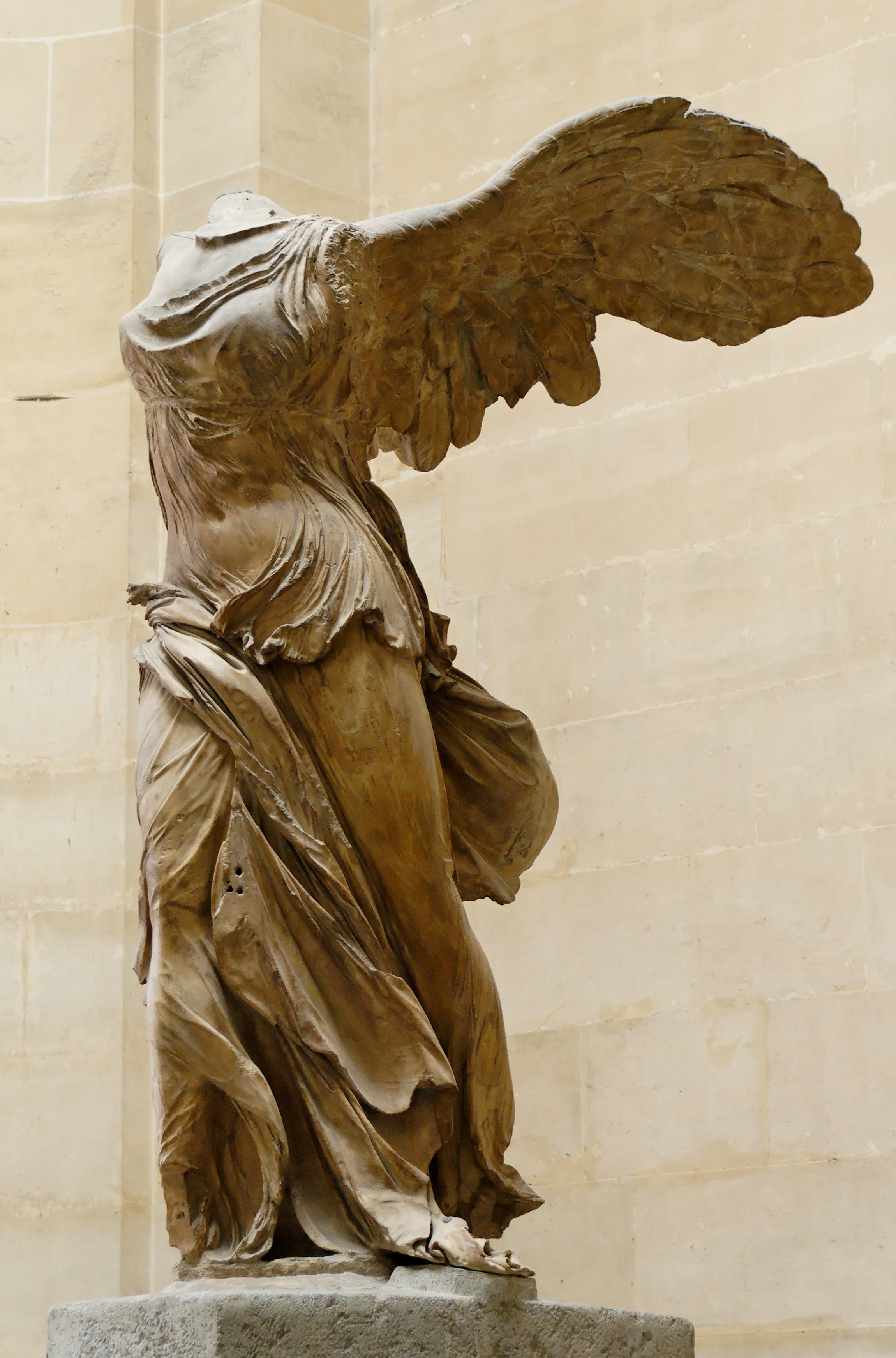
Ника Самофракийская

Морское сражение у острова Кос (др.-греч. Ναυμαχία της Κω) — последнее сражение Хремонидовой войны. Произошло около 261 года до н. э. между флотом македонян, под командованием царя Антигона II Гоната и флотом Патрокла Македонянина — наварха царя эллинистического Египта Птолемея II, у острова Кос в Эгейском море.

## Предыстория
В Афинах в результате ожесточённой политической борьбы к власти пришла антимакедонская группировка во главе с Хремонидом и Главконом. По предложению Хремонида был принят декрет, провозглашавший союз афинян с пелопоннесцами, а также устанавливавший союзные отношения с египетским царём Птолемеем II, направившим посольство в Спарту и Афины с предложением альянса против Македонии. При участии и активном содействии Египта возобновилась борьба между критскими городами, часть которых поддерживала Антигона, а часть выступала против него.
Антигон выступил против Афин, осадив город плотным кольцом осады с суши и с моря. Осада Афин облегчалась тем, что Пирей оставался в руках македонян, что полностью лишало афинян возможности получать продовольствие с моря. На помощь Афинам прибыл египетский флотоводец Патрокл Македонянин. На Пелопоннесе активизировались Спарта и её союзники, однако они не могли прийти афинянам на помощь, так как македонский гарнизон в Коринфе запер их в пределах полуострова. 
Основные боевые действия 266 г. до н. э. развернулись в Аттике, где действовал египетский десант, а также под Коринфом, где спартанцы безуспешно пытались прорвать оборону македонян на Истме. В Мегарах против Антигона восстал отряд собственных галатских наёмников, но Антигон выступил против них со всем войском и разбил в сражении. Победа Антигона внесла замешательство в ряды его противников: спартанцы отказались от намерения высадиться в Аттике, вскоре из Аттики эвакуировались и египтяне.
В 265 г. до н. э. война возобновилась с атаки спартанцев на Коринф. В крупном сражении под Коринфом, где погибли спартанский царь Арей I и сын Антигона Алкионей, македоняне одержали победу и удержали город за собой. Союз пелопоннесских городов сразу же распался, оставив Спарту в одиночестве.
Однако Афины упорно выдерживали осаду. Спарта, в которой на смену погибшему Арею царем стал Акротат, была не в состоянии предпринять что-либо против Коринфа и обратилась против пелопоннесских союзников Антигона. В 264/263 гг. до н. э. Акротат напал на Мегалополь, но потерпел сокрушительное поражение от мегалопольского полководца Аристодема и погиб в сражении.
В результате весьма успешных действий Македонии и её союзников почти все её противники, за исключением Афин, вышли из борьбы. Однако для Антигона ситуация в его собственном государстве осложнилась тем, что эпирский царь Александр II воспользовался его длительным отсутствием и вторгся в Македонию. Это заставило Антигона снять осаду Афин и срочно вернуться в свою страну. В сражении с эпиротами он потерпел поражение и потерял войско, которое перешло на сторону Александра. Однако его спас малолетний брат Деметрий Красивый, который, несмотря на свой возраст в 13 лет, смог победить эпиротов в битве при Дердии, изгнать их из страны и отобрать у них Верхнюю Македонию и Фессалию.
Эти победы позволили Антигону внезапно вернуться вместе с войском под Афины и возобновить осаду города. Невзирая на то, что от него неожиданно отпали Коринф и Халкида на Эвбее, а к морским силам Птолемеев у Аттики из Александрии на помощь направилась новая эскадра, Антигон сыграл на опережение — он не дал врагам возможности объединиться, выступил со своим флотом против египтян.

## Сражение
Об обстоятельствах и ходе сражения мало что известно, кроме одного факта — Антигон нанёс сокрушительное поражение египетскому флоту и одержал полную победу.

## Последствия
Победа Антигона подорвала влияние Птолемеев в Эгейском море и принесла Антигону полное господство в Эгейском море, власть над Кикладским архипелагом, побережьем Карии и Эвбеей. В 262 г. до н. э. Афины, вытерпев все ужасы осады и голода, были вынуждены сдаться на милость победителя. После этих событий македонские гарнизоны утвердились в Афинах, Мегаре, Эпидавре, Трезене. Война закончилась в 261 г. до н. э. решительной победой Македонии.  
В ознаменование победы Антигон пожертвовал флагман своего флота, который именовался «Истмия», то есть Истмийские игры (греч. Ίσθμια), святилищу Аполлона в Коринфе.

## Споры о датировке
По имеющимися данным, сражение произошло между 262—256 г. до н. э.
Среди историков наблюдается несогласие о конкретной дате сражения. Некоторые историки считают, что оно произошло в 257 году до н. э. Если это утверждение верно, то сражение произошло в разгар Второй Сирийской войны между Птолемеем II и Антиохом II и, вероятно, было одним из событий повлиявших на её конечный исход. Николас Хаммонд считает, что сражение произошло несколько позже, вплоть до 255 г. до н. э.

## Отражение в культуре
Некоторые историки и искусствоведы полагают, что один из шедевров древней греческой скульптуры — Ника Самофракийская — исполнен в ознаменование этой победы.